# Защита Ласкера
Защи́та Ла́скера — шахматный дебют, разновидность отказанного ферзевого гамбита. Начинается ходами: 
 1. d2-d4 d7-d5 
 2. c2-c4 e7-e6 
 3. Кb1-c3 Кg8-f6 
 4. Сc1-g5 Сf8-e7 
 5. e2-e3 0—0 
 6. Кg1-f3 h7-h6 
 7. Сg5-h4 Кf6-e4.

## История
Дебют назван по имени второго чемпиона мира по шахматам Эмануила Ласкера, впервые применившего манёвр Кf6-e4 в партии против Ф. Маршалла (Нью-Йорк, 1907). Первоначально дебют возникал после ходов 1. d2-d4 d7-d5 2. c2-c4 e7-e6 3. Кb1-c3 Кg8-f6 4. Сc1-g5 Сf8-e7 5. e2-e3 0—0 6. Сg5-h4 Кf6-e4, именно так играли Эм. Ласкер и другие шахматисты в начале XX века. Со временем защита получила распространение в шахматном мире и была усовершенствована, появился ход 6. …h7-h6, оттесняющий белого слона на h4. Данным ходом чёрные стремятся укрепить королевский фланг, препятствуя возможному выпаду Кf3-g5, а также предупреждая угрозу пешке h7 в случае построения белыми батареи ферзь + слон по диагонали b1-h7. Помимо этого, образуется форточка для чёрного короля, позволяющая избежать угрозы мата на последней горизонтали. Вследствие этого в ряде источников современная последовательность ходов получила название «улучшенная защита Ласкера».
Защита Ласкера входила в дебютный репертуар Х. Р. Капабланки, В. Л. Корчного, А. Е. Карпова, сейчас её применяют М. Карлсен, В. Ананд, Л. Г. Аронян, Ф. Каруана, Т. Б. Раджабов, У. Со и другие сильные шахматисты.

## Идеи дебюта
Совершая манёвр Кf6-e4, чёрные стремятся к размену лёгких фигур, с тем чтобы разрядить напряжённость в центре, упростить игру и подготовить продвижение пешек по линиям «c» и «e». В результате чёрные, как правило, получают прочную, однако пассивную позицию, в которой им трудно рассчитывать на инициативу в игре. С другой стороны, дебютное преимущество белых невелико, в то время как противник имеют хороший оборонительный потенциал. Вследствие этого данный дебют подходит для шахматистов, которые, играя чёрными, стремятся свести встречу вничью.
Ход Кf6-e4 встречается в различных вариантах ферзевого гамбита, поэтому, по мнению М. Эйве, это не столько вариант дебюта, сколько метод Ласкера.
Защита Ласкера требует от соперников хорошей дебютной подготовки и точной игры.

## Варианты

### Основное продолжение
|   | a | b | c | d | e | f | g | h |   |
| - | --- | --- | --- | --- | --- | --- | --- | --- | - |
| 8 | a8 чёрная ладья · b8 чёрный конь · c8 чёрный слон · f8 чёрная ладья · g8 чёрный король · a7 чёрная пешка · b7 чёрная пешка · c7 чёрная пешка · e7 чёрный ферзь · f7 чёрная пешка · g7 чёрная пешка · e6 чёрная пешка · h6 чёрная пешка · d5 чёрная пешка · c4 белая пешка · d4 белая пешка · e4 чёрный конь · c3 белый конь · e3 белая пешка · f3 белый конь · a2 белая пешка · b2 белая пешка · f2 белая пешка · g2 белая пешка · h2 белая пешка · a1 белая ладья · d1 белый ферзь · e1 белый король · f1 белый слон · h1 белая ладья | a8 чёрная ладья · b8 чёрный конь · c8 чёрный слон · f8 чёрная ладья · g8 чёрный король · a7 чёрная пешка · b7 чёрная пешка · c7 чёрная пешка · e7 чёрный ферзь · f7 чёрная пешка · g7 чёрная пешка · e6 чёрная пешка · h6 чёрная пешка · d5 чёрная пешка · c4 белая пешка · d4 белая пешка · e4 чёрный конь · c3 белый конь · e3 белая пешка · f3 белый конь · a2 белая пешка · b2 белая пешка · f2 белая пешка · g2 белая пешка · h2 белая пешка · a1 белая ладья · d1 белый ферзь · e1 белый король · f1 белый слон · h1 белая ладья | a8 чёрная ладья · b8 чёрный конь · c8 чёрный слон · f8 чёрная ладья · g8 чёрный король · a7 чёрная пешка · b7 чёрная пешка · c7 чёрная пешка · e7 чёрный ферзь · f7 чёрная пешка · g7 чёрная пешка · e6 чёрная пешка · h6 чёрная пешка · d5 чёрная пешка · c4 белая пешка · d4 белая пешка · e4 чёрный конь · c3 белый конь · e3 белая пешка · f3 белый конь · a2 белая пешка · b2 белая пешка · f2 белая пешка · g2 белая пешка · h2 белая пешка · a1 белая ладья · d1 белый ферзь · e1 белый король · f1 белый слон · h1 белая ладья | a8 чёрная ладья · b8 чёрный конь · c8 чёрный слон · f8 чёрная ладья · g8 чёрный король · a7 чёрная пешка · b7 чёрная пешка · c7 чёрная пешка · e7 чёрный ферзь · f7 чёрная пешка · g7 чёрная пешка · e6 чёрная пешка · h6 чёрная пешка · d5 чёрная пешка · c4 белая пешка · d4 белая пешка · e4 чёрный конь · c3 белый конь · e3 белая пешка · f3 белый конь · a2 белая пешка · b2 белая пешка · f2 белая пешка · g2 белая пешка · h2 белая пешка · a1 белая ладья · d1 белый ферзь · e1 белый король · f1 белый слон · h1 белая ладья | a8 чёрная ладья · b8 чёрный конь · c8 чёрный слон · f8 чёрная ладья · g8 чёрный король · a7 чёрная пешка · b7 чёрная пешка · c7 чёрная пешка · e7 чёрный ферзь · f7 чёрная пешка · g7 чёрная пешка · e6 чёрная пешка · h6 чёрная пешка · d5 чёрная пешка · c4 белая пешка · d4 белая пешка · e4 чёрный конь · c3 белый конь · e3 белая пешка · f3 белый конь · a2 белая пешка · b2 белая пешка · f2 белая пешка · g2 белая пешка · h2 белая пешка · a1 белая ладья · d1 белый ферзь · e1 белый король · f1 белый слон · h1 белая ладья | a8 чёрная ладья · b8 чёрный конь · c8 чёрный слон · f8 чёрная ладья · g8 чёрный король · a7 чёрная пешка · b7 чёрная пешка · c7 чёрная пешка · e7 чёрный ферзь · f7 чёрная пешка · g7 чёрная пешка · e6 чёрная пешка · h6 чёрная пешка · d5 чёрная пешка · c4 белая пешка · d4 белая пешка · e4 чёрный конь · c3 белый конь · e3 белая пешка · f3 белый конь · a2 белая пешка · b2 белая пешка · f2 белая пешка · g2 белая пешка · h2 белая пешка · a1 белая ладья · d1 белый ферзь · e1 белый король · f1 белый слон · h1 белая ладья | a8 чёрная ладья · b8 чёрный конь · c8 чёрный слон · f8 чёрная ладья · g8 чёрный король · a7 чёрная пешка · b7 чёрная пешка · c7 чёрная пешка · e7 чёрный ферзь · f7 чёрная пешка · g7 чёрная пешка · e6 чёрная пешка · h6 чёрная пешка · d5 чёрная пешка · c4 белая пешка · d4 белая пешка · e4 чёрный конь · c3 белый конь · e3 белая пешка · f3 белый конь · a2 белая пешка · b2 белая пешка · f2 белая пешка · g2 белая пешка · h2 белая пешка · a1 белая ладья · d1 белый ферзь · e1 белый король · f1 белый слон · h1 белая ладья | a8 чёрная ладья · b8 чёрный конь · c8 чёрный слон · f8 чёрная ладья · g8 чёрный король · a7 чёрная пешка · b7 чёрная пешка · c7 чёрная пешка · e7 чёрный ферзь · f7 чёрная пешка · g7 чёрная пешка · e6 чёрная пешка · h6 чёрная пешка · d5 чёрная пешка · c4 белая пешка · d4 белая пешка · e4 чёрный конь · c3 белый конь · e3 белая пешка · f3 белый конь · a2 белая пешка · b2 белая пешка · f2 белая пешка · g2 белая пешка · h2 белая пешка · a1 белая ладья · d1 белый ферзь · e1 белый король · f1 белый слон · h1 белая ладья | 8 |
| 7 | a8 чёрная ладья · b8 чёрный конь · c8 чёрный слон · f8 чёрная ладья · g8 чёрный король · a7 чёрная пешка · b7 чёрная пешка · c7 чёрная пешка · e7 чёрный ферзь · f7 чёрная пешка · g7 чёрная пешка · e6 чёрная пешка · h6 чёрная пешка · d5 чёрная пешка · c4 белая пешка · d4 белая пешка · e4 чёрный конь · c3 белый конь · e3 белая пешка · f3 белый конь · a2 белая пешка · b2 белая пешка · f2 белая пешка · g2 белая пешка · h2 белая пешка · a1 белая ладья · d1 белый ферзь · e1 белый король · f1 белый слон · h1 белая ладья | a8 чёрная ладья · b8 чёрный конь · c8 чёрный слон · f8 чёрная ладья · g8 чёрный король · a7 чёрная пешка · b7 чёрная пешка · c7 чёрная пешка · e7 чёрный ферзь · f7 чёрная пешка · g7 чёрная пешка · e6 чёрная пешка · h6 чёрная пешка · d5 чёрная пешка · c4 белая пешка · d4 белая пешка · e4 чёрный конь · c3 белый конь · e3 белая пешка · f3 белый конь · a2 белая пешка · b2 белая пешка · f2 белая пешка · g2 белая пешка · h2 белая пешка · a1 белая ладья · d1 белый ферзь · e1 белый король · f1 белый слон · h1 белая ладья | a8 чёрная ладья · b8 чёрный конь · c8 чёрный слон · f8 чёрная ладья · g8 чёрный король · a7 чёрная пешка · b7 чёрная пешка · c7 чёрная пешка · e7 чёрный ферзь · f7 чёрная пешка · g7 чёрная пешка · e6 чёрная пешка · h6 чёрная пешка · d5 чёрная пешка · c4 белая пешка · d4 белая пешка · e4 чёрный конь · c3 белый конь · e3 белая пешка · f3 белый конь · a2 белая пешка · b2 белая пешка · f2 белая пешка · g2 белая пешка · h2 белая пешка · a1 белая ладья · d1 белый ферзь · e1 белый король · f1 белый слон · h1 белая ладья | a8 чёрная ладья · b8 чёрный конь · c8 чёрный слон · f8 чёрная ладья · g8 чёрный король · a7 чёрная пешка · b7 чёрная пешка · c7 чёрная пешка · e7 чёрный ферзь · f7 чёрная пешка · g7 чёрная пешка · e6 чёрная пешка · h6 чёрная пешка · d5 чёрная пешка · c4 белая пешка · d4 белая пешка · e4 чёрный конь · c3 белый конь · e3 белая пешка · f3 белый конь · a2 белая пешка · b2 белая пешка · f2 белая пешка · g2 белая пешка · h2 белая пешка · a1 белая ладья · d1 белый ферзь · e1 белый король · f1 белый слон · h1 белая ладья | a8 чёрная ладья · b8 чёрный конь · c8 чёрный слон · f8 чёрная ладья · g8 чёрный король · a7 чёрная пешка · b7 чёрная пешка · c7 чёрная пешка · e7 чёрный ферзь · f7 чёрная пешка · g7 чёрная пешка · e6 чёрная пешка · h6 чёрная пешка · d5 чёрная пешка · c4 белая пешка · d4 белая пешка · e4 чёрный конь · c3 белый конь · e3 белая пешка · f3 белый конь · a2 белая пешка · b2 белая пешка · f2 белая пешка · g2 белая пешка · h2 белая пешка · a1 белая ладья · d1 белый ферзь · e1 белый король · f1 белый слон · h1 белая ладья | a8 чёрная ладья · b8 чёрный конь · c8 чёрный слон · f8 чёрная ладья · g8 чёрный король · a7 чёрная пешка · b7 чёрная пешка · c7 чёрная пешка · e7 чёрный ферзь · f7 чёрная пешка · g7 чёрная пешка · e6 чёрная пешка · h6 чёрная пешка · d5 чёрная пешка · c4 белая пешка · d4 белая пешка · e4 чёрный конь · c3 белый конь · e3 белая пешка · f3 белый конь · a2 белая пешка · b2 белая пешка · f2 белая пешка · g2 белая пешка · h2 белая пешка · a1 белая ладья · d1 белый ферзь · e1 белый король · f1 белый слон · h1 белая ладья | a8 чёрная ладья · b8 чёрный конь · c8 чёрный слон · f8 чёрная ладья · g8 чёрный король · a7 чёрная пешка · b7 чёрная пешка · c7 чёрная пешка · e7 чёрный ферзь · f7 чёрная пешка · g7 чёрная пешка · e6 чёрная пешка · h6 чёрная пешка · d5 чёрная пешка · c4 белая пешка · d4 белая пешка · e4 чёрный конь · c3 белый конь · e3 белая пешка · f3 белый конь · a2 белая пешка · b2 белая пешка · f2 белая пешка · g2 белая пешка · h2 белая пешка · a1 белая ладья · d1 белый ферзь · e1 белый король · f1 белый слон · h1 белая ладья | a8 чёрная ладья · b8 чёрный конь · c8 чёрный слон · f8 чёрная ладья · g8 чёрный король · a7 чёрная пешка · b7 чёрная пешка · c7 чёрная пешка · e7 чёрный ферзь · f7 чёрная пешка · g7 чёрная пешка · e6 чёрная пешка · h6 чёрная пешка · d5 чёрная пешка · c4 белая пешка · d4 белая пешка · e4 чёрный конь · c3 белый конь · e3 белая пешка · f3 белый конь · a2 белая пешка · b2 белая пешка · f2 белая пешка · g2 белая пешка · h2 белая пешка · a1 белая ладья · d1 белый ферзь · e1 белый король · f1 белый слон · h1 белая ладья | 7 |
| 6 | a8 чёрная ладья · b8 чёрный конь · c8 чёрный слон · f8 чёрная ладья · g8 чёрный король · a7 чёрная пешка · b7 чёрная пешка · c7 чёрная пешка · e7 чёрный ферзь · f7 чёрная пешка · g7 чёрная пешка · e6 чёрная пешка · h6 чёрная пешка · d5 чёрная пешка · c4 белая пешка · d4 белая пешка · e4 чёрный конь · c3 белый конь · e3 белая пешка · f3 белый конь · a2 белая пешка · b2 белая пешка · f2 белая пешка · g2 белая пешка · h2 белая пешка · a1 белая ладья · d1 белый ферзь · e1 белый король · f1 белый слон · h1 белая ладья | a8 чёрная ладья · b8 чёрный конь · c8 чёрный слон · f8 чёрная ладья · g8 чёрный король · a7 чёрная пешка · b7 чёрная пешка · c7 чёрная пешка · e7 чёрный ферзь · f7 чёрная пешка · g7 чёрная пешка · e6 чёрная пешка · h6 чёрная пешка · d5 чёрная пешка · c4 белая пешка · d4 белая пешка · e4 чёрный конь · c3 белый конь · e3 белая пешка · f3 белый конь · a2 белая пешка · b2 белая пешка · f2 белая пешка · g2 белая пешка · h2 белая пешка · a1 белая ладья · d1 белый ферзь · e1 белый король · f1 белый слон · h1 белая ладья | a8 чёрная ладья · b8 чёрный конь · c8 чёрный слон · f8 чёрная ладья · g8 чёрный король · a7 чёрная пешка · b7 чёрная пешка · c7 чёрная пешка · e7 чёрный ферзь · f7 чёрная пешка · g7 чёрная пешка · e6 чёрная пешка · h6 чёрная пешка · d5 чёрная пешка · c4 белая пешка · d4 белая пешка · e4 чёрный конь · c3 белый конь · e3 белая пешка · f3 белый конь · a2 белая пешка · b2 белая пешка · f2 белая пешка · g2 белая пешка · h2 белая пешка · a1 белая ладья · d1 белый ферзь · e1 белый король · f1 белый слон · h1 белая ладья | a8 чёрная ладья · b8 чёрный конь · c8 чёрный слон · f8 чёрная ладья · g8 чёрный король · a7 чёрная пешка · b7 чёрная пешка · c7 чёрная пешка · e7 чёрный ферзь · f7 чёрная пешка · g7 чёрная пешка · e6 чёрная пешка · h6 чёрная пешка · d5 чёрная пешка · c4 белая пешка · d4 белая пешка · e4 чёрный конь · c3 белый конь · e3 белая пешка · f3 белый конь · a2 белая пешка · b2 белая пешка · f2 белая пешка · g2 белая пешка · h2 белая пешка · a1 белая ладья · d1 белый ферзь · e1 белый король · f1 белый слон · h1 белая ладья | a8 чёрная ладья · b8 чёрный конь · c8 чёрный слон · f8 чёрная ладья · g8 чёрный король · a7 чёрная пешка · b7 чёрная пешка · c7 чёрная пешка · e7 чёрный ферзь · f7 чёрная пешка · g7 чёрная пешка · e6 чёрная пешка · h6 чёрная пешка · d5 чёрная пешка · c4 белая пешка · d4 белая пешка · e4 чёрный конь · c3 белый конь · e3 белая пешка · f3 белый конь · a2 белая пешка · b2 белая пешка · f2 белая пешка · g2 белая пешка · h2 белая пешка · a1 белая ладья · d1 белый ферзь · e1 белый король · f1 белый слон · h1 белая ладья | a8 чёрная ладья · b8 чёрный конь · c8 чёрный слон · f8 чёрная ладья · g8 чёрный король · a7 чёрная пешка · b7 чёрная пешка · c7 чёрная пешка · e7 чёрный ферзь · f7 чёрная пешка · g7 чёрная пешка · e6 чёрная пешка · h6 чёрная пешка · d5 чёрная пешка · c4 белая пешка · d4 белая пешка · e4 чёрный конь · c3 белый конь · e3 белая пешка · f3 белый конь · a2 белая пешка · b2 белая пешка · f2 белая пешка · g2 белая пешка · h2 белая пешка · a1 белая ладья · d1 белый ферзь · e1 белый король · f1 белый слон · h1 белая ладья | a8 чёрная ладья · b8 чёрный конь · c8 чёрный слон · f8 чёрная ладья · g8 чёрный король · a7 чёрная пешка · b7 чёрная пешка · c7 чёрная пешка · e7 чёрный ферзь · f7 чёрная пешка · g7 чёрная пешка · e6 чёрная пешка · h6 чёрная пешка · d5 чёрная пешка · c4 белая пешка · d4 белая пешка · e4 чёрный конь · c3 белый конь · e3 белая пешка · f3 белый конь · a2 белая пешка · b2 белая пешка · f2 белая пешка · g2 белая пешка · h2 белая пешка · a1 белая ладья · d1 белый ферзь · e1 белый король · f1 белый слон · h1 белая ладья | a8 чёрная ладья · b8 чёрный конь · c8 чёрный слон · f8 чёрная ладья · g8 чёрный король · a7 чёрная пешка · b7 чёрная пешка · c7 чёрная пешка · e7 чёрный ферзь · f7 чёрная пешка · g7 чёрная пешка · e6 чёрная пешка · h6 чёрная пешка · d5 чёрная пешка · c4 белая пешка · d4 белая пешка · e4 чёрный конь · c3 белый конь · e3 белая пешка · f3 белый конь · a2 белая пешка · b2 белая пешка · f2 белая пешка · g2 белая пешка · h2 белая пешка · a1 белая ладья · d1 белый ферзь · e1 белый король · f1 белый слон · h1 белая ладья | 6 |
| 5 | a8 чёрная ладья · b8 чёрный конь · c8 чёрный слон · f8 чёрная ладья · g8 чёрный король · a7 чёрная пешка · b7 чёрная пешка · c7 чёрная пешка · e7 чёрный ферзь · f7 чёрная пешка · g7 чёрная пешка · e6 чёрная пешка · h6 чёрная пешка · d5 чёрная пешка · c4 белая пешка · d4 белая пешка · e4 чёрный конь · c3 белый конь · e3 белая пешка · f3 белый конь · a2 белая пешка · b2 белая пешка · f2 белая пешка · g2 белая пешка · h2 белая пешка · a1 белая ладья · d1 белый ферзь · e1 белый король · f1 белый слон · h1 белая ладья | a8 чёрная ладья · b8 чёрный конь · c8 чёрный слон · f8 чёрная ладья · g8 чёрный король · a7 чёрная пешка · b7 чёрная пешка · c7 чёрная пешка · e7 чёрный ферзь · f7 чёрная пешка · g7 чёрная пешка · e6 чёрная пешка · h6 чёрная пешка · d5 чёрная пешка · c4 белая пешка · d4 белая пешка · e4 чёрный конь · c3 белый конь · e3 белая пешка · f3 белый конь · a2 белая пешка · b2 белая пешка · f2 белая пешка · g2 белая пешка · h2 белая пешка · a1 белая ладья · d1 белый ферзь · e1 белый король · f1 белый слон · h1 белая ладья | a8 чёрная ладья · b8 чёрный конь · c8 чёрный слон · f8 чёрная ладья · g8 чёрный король · a7 чёрная пешка · b7 чёрная пешка · c7 чёрная пешка · e7 чёрный ферзь · f7 чёрная пешка · g7 чёрная пешка · e6 чёрная пешка · h6 чёрная пешка · d5 чёрная пешка · c4 белая пешка · d4 белая пешка · e4 чёрный конь · c3 белый конь · e3 белая пешка · f3 белый конь · a2 белая пешка · b2 белая пешка · f2 белая пешка · g2 белая пешка · h2 белая пешка · a1 белая ладья · d1 белый ферзь · e1 белый король · f1 белый слон · h1 белая ладья | a8 чёрная ладья · b8 чёрный конь · c8 чёрный слон · f8 чёрная ладья · g8 чёрный король · a7 чёрная пешка · b7 чёрная пешка · c7 чёрная пешка · e7 чёрный ферзь · f7 чёрная пешка · g7 чёрная пешка · e6 чёрная пешка · h6 чёрная пешка · d5 чёрная пешка · c4 белая пешка · d4 белая пешка · e4 чёрный конь · c3 белый конь · e3 белая пешка · f3 белый конь · a2 белая пешка · b2 белая пешка · f2 белая пешка · g2 белая пешка · h2 белая пешка · a1 белая ладья · d1 белый ферзь · e1 белый король · f1 белый слон · h1 белая ладья | a8 чёрная ладья · b8 чёрный конь · c8 чёрный слон · f8 чёрная ладья · g8 чёрный король · a7 чёрная пешка · b7 чёрная пешка · c7 чёрная пешка · e7 чёрный ферзь · f7 чёрная пешка · g7 чёрная пешка · e6 чёрная пешка · h6 чёрная пешка · d5 чёрная пешка · c4 белая пешка · d4 белая пешка · e4 чёрный конь · c3 белый конь · e3 белая пешка · f3 белый конь · a2 белая пешка · b2 белая пешка · f2 белая пешка · g2 белая пешка · h2 белая пешка · a1 белая ладья · d1 белый ферзь · e1 белый король · f1 белый слон · h1 белая ладья | a8 чёрная ладья · b8 чёрный конь · c8 чёрный слон · f8 чёрная ладья · g8 чёрный король · a7 чёрная пешка · b7 чёрная пешка · c7 чёрная пешка · e7 чёрный ферзь · f7 чёрная пешка · g7 чёрная пешка · e6 чёрная пешка · h6 чёрная пешка · d5 чёрная пешка · c4 белая пешка · d4 белая пешка · e4 чёрный конь · c3 белый конь · e3 белая пешка · f3 белый конь · a2 белая пешка · b2 белая пешка · f2 белая пешка · g2 белая пешка · h2 белая пешка · a1 белая ладья · d1 белый ферзь · e1 белый король · f1 белый слон · h1 белая ладья | a8 чёрная ладья · b8 чёрный конь · c8 чёрный слон · f8 чёрная ладья · g8 чёрный король · a7 чёрная пешка · b7 чёрная пешка · c7 чёрная пешка · e7 чёрный ферзь · f7 чёрная пешка · g7 чёрная пешка · e6 чёрная пешка · h6 чёрная пешка · d5 чёрная пешка · c4 белая пешка · d4 белая пешка · e4 чёрный конь · c3 белый конь · e3 белая пешка · f3 белый конь · a2 белая пешка · b2 белая пешка · f2 белая пешка · g2 белая пешка · h2 белая пешка · a1 белая ладья · d1 белый ферзь · e1 белый король · f1 белый слон · h1 белая ладья | a8 чёрная ладья · b8 чёрный конь · c8 чёрный слон · f8 чёрная ладья · g8 чёрный король · a7 чёрная пешка · b7 чёрная пешка · c7 чёрная пешка · e7 чёрный ферзь · f7 чёрная пешка · g7 чёрная пешка · e6 чёрная пешка · h6 чёрная пешка · d5 чёрная пешка · c4 белая пешка · d4 белая пешка · e4 чёрный конь · c3 белый конь · e3 белая пешка · f3 белый конь · a2 белая пешка · b2 белая пешка · f2 белая пешка · g2 белая пешка · h2 белая пешка · a1 белая ладья · d1 белый ферзь · e1 белый король · f1 белый слон · h1 белая ладья | 5 |
| 4 | a8 чёрная ладья · b8 чёрный конь · c8 чёрный слон · f8 чёрная ладья · g8 чёрный король · a7 чёрная пешка · b7 чёрная пешка · c7 чёрная пешка · e7 чёрный ферзь · f7 чёрная пешка · g7 чёрная пешка · e6 чёрная пешка · h6 чёрная пешка · d5 чёрная пешка · c4 белая пешка · d4 белая пешка · e4 чёрный конь · c3 белый конь · e3 белая пешка · f3 белый конь · a2 белая пешка · b2 белая пешка · f2 белая пешка · g2 белая пешка · h2 белая пешка · a1 белая ладья · d1 белый ферзь · e1 белый король · f1 белый слон · h1 белая ладья | a8 чёрная ладья · b8 чёрный конь · c8 чёрный слон · f8 чёрная ладья · g8 чёрный король · a7 чёрная пешка · b7 чёрная пешка · c7 чёрная пешка · e7 чёрный ферзь · f7 чёрная пешка · g7 чёрная пешка · e6 чёрная пешка · h6 чёрная пешка · d5 чёрная пешка · c4 белая пешка · d4 белая пешка · e4 чёрный конь · c3 белый конь · e3 белая пешка · f3 белый конь · a2 белая пешка · b2 белая пешка · f2 белая пешка · g2 белая пешка · h2 белая пешка · a1 белая ладья · d1 белый ферзь · e1 белый король · f1 белый слон · h1 белая ладья | a8 чёрная ладья · b8 чёрный конь · c8 чёрный слон · f8 чёрная ладья · g8 чёрный король · a7 чёрная пешка · b7 чёрная пешка · c7 чёрная пешка · e7 чёрный ферзь · f7 чёрная пешка · g7 чёрная пешка · e6 чёрная пешка · h6 чёрная пешка · d5 чёрная пешка · c4 белая пешка · d4 белая пешка · e4 чёрный конь · c3 белый конь · e3 белая пешка · f3 белый конь · a2 белая пешка · b2 белая пешка · f2 белая пешка · g2 белая пешка · h2 белая пешка · a1 белая ладья · d1 белый ферзь · e1 белый король · f1 белый слон · h1 белая ладья | a8 чёрная ладья · b8 чёрный конь · c8 чёрный слон · f8 чёрная ладья · g8 чёрный король · a7 чёрная пешка · b7 чёрная пешка · c7 чёрная пешка · e7 чёрный ферзь · f7 чёрная пешка · g7 чёрная пешка · e6 чёрная пешка · h6 чёрная пешка · d5 чёрная пешка · c4 белая пешка · d4 белая пешка · e4 чёрный конь · c3 белый конь · e3 белая пешка · f3 белый конь · a2 белая пешка · b2 белая пешка · f2 белая пешка · g2 белая пешка · h2 белая пешка · a1 белая ладья · d1 белый ферзь · e1 белый король · f1 белый слон · h1 белая ладья | a8 чёрная ладья · b8 чёрный конь · c8 чёрный слон · f8 чёрная ладья · g8 чёрный король · a7 чёрная пешка · b7 чёрная пешка · c7 чёрная пешка · e7 чёрный ферзь · f7 чёрная пешка · g7 чёрная пешка · e6 чёрная пешка · h6 чёрная пешка · d5 чёрная пешка · c4 белая пешка · d4 белая пешка · e4 чёрный конь · c3 белый конь · e3 белая пешка · f3 белый конь · a2 белая пешка · b2 белая пешка · f2 белая пешка · g2 белая пешка · h2 белая пешка · a1 белая ладья · d1 белый ферзь · e1 белый король · f1 белый слон · h1 белая ладья | a8 чёрная ладья · b8 чёрный конь · c8 чёрный слон · f8 чёрная ладья · g8 чёрный король · a7 чёрная пешка · b7 чёрная пешка · c7 чёрная пешка · e7 чёрный ферзь · f7 чёрная пешка · g7 чёрная пешка · e6 чёрная пешка · h6 чёрная пешка · d5 чёрная пешка · c4 белая пешка · d4 белая пешка · e4 чёрный конь · c3 белый конь · e3 белая пешка · f3 белый конь · a2 белая пешка · b2 белая пешка · f2 белая пешка · g2 белая пешка · h2 белая пешка · a1 белая ладья · d1 белый ферзь · e1 белый король · f1 белый слон · h1 белая ладья | a8 чёрная ладья · b8 чёрный конь · c8 чёрный слон · f8 чёрная ладья · g8 чёрный король · a7 чёрная пешка · b7 чёрная пешка · c7 чёрная пешка · e7 чёрный ферзь · f7 чёрная пешка · g7 чёрная пешка · e6 чёрная пешка · h6 чёрная пешка · d5 чёрная пешка · c4 белая пешка · d4 белая пешка · e4 чёрный конь · c3 белый конь · e3 белая пешка · f3 белый конь · a2 белая пешка · b2 белая пешка · f2 белая пешка · g2 белая пешка · h2 белая пешка · a1 белая ладья · d1 белый ферзь · e1 белый король · f1 белый слон · h1 белая ладья | a8 чёрная ладья · b8 чёрный конь · c8 чёрный слон · f8 чёрная ладья · g8 чёрный король · a7 чёрная пешка · b7 чёрная пешка · c7 чёрная пешка · e7 чёрный ферзь · f7 чёрная пешка · g7 чёрная пешка · e6 чёрная пешка · h6 чёрная пешка · d5 чёрная пешка · c4 белая пешка · d4 белая пешка · e4 чёрный конь · c3 белый конь · e3 белая пешка · f3 белый конь · a2 белая пешка · b2 белая пешка · f2 белая пешка · g2 белая пешка · h2 белая пешка · a1 белая ладья · d1 белый ферзь · e1 белый король · f1 белый слон · h1 белая ладья | 4 |
| 3 | a8 чёрная ладья · b8 чёрный конь · c8 чёрный слон · f8 чёрная ладья · g8 чёрный король · a7 чёрная пешка · b7 чёрная пешка · c7 чёрная пешка · e7 чёрный ферзь · f7 чёрная пешка · g7 чёрная пешка · e6 чёрная пешка · h6 чёрная пешка · d5 чёрная пешка · c4 белая пешка · d4 белая пешка · e4 чёрный конь · c3 белый конь · e3 белая пешка · f3 белый конь · a2 белая пешка · b2 белая пешка · f2 белая пешка · g2 белая пешка · h2 белая пешка · a1 белая ладья · d1 белый ферзь · e1 белый король · f1 белый слон · h1 белая ладья | a8 чёрная ладья · b8 чёрный конь · c8 чёрный слон · f8 чёрная ладья · g8 чёрный король · a7 чёрная пешка · b7 чёрная пешка · c7 чёрная пешка · e7 чёрный ферзь · f7 чёрная пешка · g7 чёрная пешка · e6 чёрная пешка · h6 чёрная пешка · d5 чёрная пешка · c4 белая пешка · d4 белая пешка · e4 чёрный конь · c3 белый конь · e3 белая пешка · f3 белый конь · a2 белая пешка · b2 белая пешка · f2 белая пешка · g2 белая пешка · h2 белая пешка · a1 белая ладья · d1 белый ферзь · e1 белый король · f1 белый слон · h1 белая ладья | a8 чёрная ладья · b8 чёрный конь · c8 чёрный слон · f8 чёрная ладья · g8 чёрный король · a7 чёрная пешка · b7 чёрная пешка · c7 чёрная пешка · e7 чёрный ферзь · f7 чёрная пешка · g7 чёрная пешка · e6 чёрная пешка · h6 чёрная пешка · d5 чёрная пешка · c4 белая пешка · d4 белая пешка · e4 чёрный конь · c3 белый конь · e3 белая пешка · f3 белый конь · a2 белая пешка · b2 белая пешка · f2 белая пешка · g2 белая пешка · h2 белая пешка · a1 белая ладья · d1 белый ферзь · e1 белый король · f1 белый слон · h1 белая ладья | a8 чёрная ладья · b8 чёрный конь · c8 чёрный слон · f8 чёрная ладья · g8 чёрный король · a7 чёрная пешка · b7 чёрная пешка · c7 чёрная пешка · e7 чёрный ферзь · f7 чёрная пешка · g7 чёрная пешка · e6 чёрная пешка · h6 чёрная пешка · d5 чёрная пешка · c4 белая пешка · d4 белая пешка · e4 чёрный конь · c3 белый конь · e3 белая пешка · f3 белый конь · a2 белая пешка · b2 белая пешка · f2 белая пешка · g2 белая пешка · h2 белая пешка · a1 белая ладья · d1 белый ферзь · e1 белый король · f1 белый слон · h1 белая ладья | a8 чёрная ладья · b8 чёрный конь · c8 чёрный слон · f8 чёрная ладья · g8 чёрный король · a7 чёрная пешка · b7 чёрная пешка · c7 чёрная пешка · e7 чёрный ферзь · f7 чёрная пешка · g7 чёрная пешка · e6 чёрная пешка · h6 чёрная пешка · d5 чёрная пешка · c4 белая пешка · d4 белая пешка · e4 чёрный конь · c3 белый конь · e3 белая пешка · f3 белый конь · a2 белая пешка · b2 белая пешка · f2 белая пешка · g2 белая пешка · h2 белая пешка · a1 белая ладья · d1 белый ферзь · e1 белый король · f1 белый слон · h1 белая ладья | a8 чёрная ладья · b8 чёрный конь · c8 чёрный слон · f8 чёрная ладья · g8 чёрный король · a7 чёрная пешка · b7 чёрная пешка · c7 чёрная пешка · e7 чёрный ферзь · f7 чёрная пешка · g7 чёрная пешка · e6 чёрная пешка · h6 чёрная пешка · d5 чёрная пешка · c4 белая пешка · d4 белая пешка · e4 чёрный конь · c3 белый конь · e3 белая пешка · f3 белый конь · a2 белая пешка · b2 белая пешка · f2 белая пешка · g2 белая пешка · h2 белая пешка · a1 белая ладья · d1 белый ферзь · e1 белый король · f1 белый слон · h1 белая ладья | a8 чёрная ладья · b8 чёрный конь · c8 чёрный слон · f8 чёрная ладья · g8 чёрный король · a7 чёрная пешка · b7 чёрная пешка · c7 чёрная пешка · e7 чёрный ферзь · f7 чёрная пешка · g7 чёрная пешка · e6 чёрная пешка · h6 чёрная пешка · d5 чёрная пешка · c4 белая пешка · d4 белая пешка · e4 чёрный конь · c3 белый конь · e3 белая пешка · f3 белый конь · a2 белая пешка · b2 белая пешка · f2 белая пешка · g2 белая пешка · h2 белая пешка · a1 белая ладья · d1 белый ферзь · e1 белый король · f1 белый слон · h1 белая ладья | a8 чёрная ладья · b8 чёрный конь · c8 чёрный слон · f8 чёрная ладья · g8 чёрный король · a7 чёрная пешка · b7 чёрная пешка · c7 чёрная пешка · e7 чёрный ферзь · f7 чёрная пешка · g7 чёрная пешка · e6 чёрная пешка · h6 чёрная пешка · d5 чёрная пешка · c4 белая пешка · d4 белая пешка · e4 чёрный конь · c3 белый конь · e3 белая пешка · f3 белый конь · a2 белая пешка · b2 белая пешка · f2 белая пешка · g2 белая пешка · h2 белая пешка · a1 белая ладья · d1 белый ферзь · e1 белый король · f1 белый слон · h1 белая ладья | 3 |
| 2 | a8 чёрная ладья · b8 чёрный конь · c8 чёрный слон · f8 чёрная ладья · g8 чёрный король · a7 чёрная пешка · b7 чёрная пешка · c7 чёрная пешка · e7 чёрный ферзь · f7 чёрная пешка · g7 чёрная пешка · e6 чёрная пешка · h6 чёрная пешка · d5 чёрная пешка · c4 белая пешка · d4 белая пешка · e4 чёрный конь · c3 белый конь · e3 белая пешка · f3 белый конь · a2 белая пешка · b2 белая пешка · f2 белая пешка · g2 белая пешка · h2 белая пешка · a1 белая ладья · d1 белый ферзь · e1 белый король · f1 белый слон · h1 белая ладья | a8 чёрная ладья · b8 чёрный конь · c8 чёрный слон · f8 чёрная ладья · g8 чёрный король · a7 чёрная пешка · b7 чёрная пешка · c7 чёрная пешка · e7 чёрный ферзь · f7 чёрная пешка · g7 чёрная пешка · e6 чёрная пешка · h6 чёрная пешка · d5 чёрная пешка · c4 белая пешка · d4 белая пешка · e4 чёрный конь · c3 белый конь · e3 белая пешка · f3 белый конь · a2 белая пешка · b2 белая пешка · f2 белая пешка · g2 белая пешка · h2 белая пешка · a1 белая ладья · d1 белый ферзь · e1 белый король · f1 белый слон · h1 белая ладья | a8 чёрная ладья · b8 чёрный конь · c8 чёрный слон · f8 чёрная ладья · g8 чёрный король · a7 чёрная пешка · b7 чёрная пешка · c7 чёрная пешка · e7 чёрный ферзь · f7 чёрная пешка · g7 чёрная пешка · e6 чёрная пешка · h6 чёрная пешка · d5 чёрная пешка · c4 белая пешка · d4 белая пешка · e4 чёрный конь · c3 белый конь · e3 белая пешка · f3 белый конь · a2 белая пешка · b2 белая пешка · f2 белая пешка · g2 белая пешка · h2 белая пешка · a1 белая ладья · d1 белый ферзь · e1 белый король · f1 белый слон · h1 белая ладья | a8 чёрная ладья · b8 чёрный конь · c8 чёрный слон · f8 чёрная ладья · g8 чёрный король · a7 чёрная пешка · b7 чёрная пешка · c7 чёрная пешка · e7 чёрный ферзь · f7 чёрная пешка · g7 чёрная пешка · e6 чёрная пешка · h6 чёрная пешка · d5 чёрная пешка · c4 белая пешка · d4 белая пешка · e4 чёрный конь · c3 белый конь · e3 белая пешка · f3 белый конь · a2 белая пешка · b2 белая пешка · f2 белая пешка · g2 белая пешка · h2 белая пешка · a1 белая ладья · d1 белый ферзь · e1 белый король · f1 белый слон · h1 белая ладья | a8 чёрная ладья · b8 чёрный конь · c8 чёрный слон · f8 чёрная ладья · g8 чёрный король · a7 чёрная пешка · b7 чёрная пешка · c7 чёрная пешка · e7 чёрный ферзь · f7 чёрная пешка · g7 чёрная пешка · e6 чёрная пешка · h6 чёрная пешка · d5 чёрная пешка · c4 белая пешка · d4 белая пешка · e4 чёрный конь · c3 белый конь · e3 белая пешка · f3 белый конь · a2 белая пешка · b2 белая пешка · f2 белая пешка · g2 белая пешка · h2 белая пешка · a1 белая ладья · d1 белый ферзь · e1 белый король · f1 белый слон · h1 белая ладья | a8 чёрная ладья · b8 чёрный конь · c8 чёрный слон · f8 чёрная ладья · g8 чёрный король · a7 чёрная пешка · b7 чёрная пешка · c7 чёрная пешка · e7 чёрный ферзь · f7 чёрная пешка · g7 чёрная пешка · e6 чёрная пешка · h6 чёрная пешка · d5 чёрная пешка · c4 белая пешка · d4 белая пешка · e4 чёрный конь · c3 белый конь · e3 белая пешка · f3 белый конь · a2 белая пешка · b2 белая пешка · f2 белая пешка · g2 белая пешка · h2 белая пешка · a1 белая ладья · d1 белый ферзь · e1 белый король · f1 белый слон · h1 белая ладья | a8 чёрная ладья · b8 чёрный конь · c8 чёрный слон · f8 чёрная ладья · g8 чёрный король · a7 чёрная пешка · b7 чёрная пешка · c7 чёрная пешка · e7 чёрный ферзь · f7 чёрная пешка · g7 чёрная пешка · e6 чёрная пешка · h6 чёрная пешка · d5 чёрная пешка · c4 белая пешка · d4 белая пешка · e4 чёрный конь · c3 белый конь · e3 белая пешка · f3 белый конь · a2 белая пешка · b2 белая пешка · f2 белая пешка · g2 белая пешка · h2 белая пешка · a1 белая ладья · d1 белый ферзь · e1 белый король · f1 белый слон · h1 белая ладья | a8 чёрная ладья · b8 чёрный конь · c8 чёрный слон · f8 чёрная ладья · g8 чёрный король · a7 чёрная пешка · b7 чёрная пешка · c7 чёрная пешка · e7 чёрный ферзь · f7 чёрная пешка · g7 чёрная пешка · e6 чёрная пешка · h6 чёрная пешка · d5 чёрная пешка · c4 белая пешка · d4 белая пешка · e4 чёрный конь · c3 белый конь · e3 белая пешка · f3 белый конь · a2 белая пешка · b2 белая пешка · f2 белая пешка · g2 белая пешка · h2 белая пешка · a1 белая ладья · d1 белый ферзь · e1 белый король · f1 белый слон · h1 белая ладья | 2 |
| 1 | a8 чёрная ладья · b8 чёрный конь · c8 чёрный слон · f8 чёрная ладья · g8 чёрный король · a7 чёрная пешка · b7 чёрная пешка · c7 чёрная пешка · e7 чёрный ферзь · f7 чёрная пешка · g7 чёрная пешка · e6 чёрная пешка · h6 чёрная пешка · d5 чёрная пешка · c4 белая пешка · d4 белая пешка · e4 чёрный конь · c3 белый конь · e3 белая пешка · f3 белый конь · a2 белая пешка · b2 белая пешка · f2 белая пешка · g2 белая пешка · h2 белая пешка · a1 белая ладья · d1 белый ферзь · e1 белый король · f1 белый слон · h1 белая ладья | a8 чёрная ладья · b8 чёрный конь · c8 чёрный слон · f8 чёрная ладья · g8 чёрный король · a7 чёрная пешка · b7 чёрная пешка · c7 чёрная пешка · e7 чёрный ферзь · f7 чёрная пешка · g7 чёрная пешка · e6 чёрная пешка · h6 чёрная пешка · d5 чёрная пешка · c4 белая пешка · d4 белая пешка · e4 чёрный конь · c3 белый конь · e3 белая пешка · f3 белый конь · a2 белая пешка · b2 белая пешка · f2 белая пешка · g2 белая пешка · h2 белая пешка · a1 белая ладья · d1 белый ферзь · e1 белый король · f1 белый слон · h1 белая ладья | a8 чёрная ладья · b8 чёрный конь · c8 чёрный слон · f8 чёрная ладья · g8 чёрный король · a7 чёрная пешка · b7 чёрная пешка · c7 чёрная пешка · e7 чёрный ферзь · f7 чёрная пешка · g7 чёрная пешка · e6 чёрная пешка · h6 чёрная пешка · d5 чёрная пешка · c4 белая пешка · d4 белая пешка · e4 чёрный конь · c3 белый конь · e3 белая пешка · f3 белый конь · a2 белая пешка · b2 белая пешка · f2 белая пешка · g2 белая пешка · h2 белая пешка · a1 белая ладья · d1 белый ферзь · e1 белый король · f1 белый слон · h1 белая ладья | a8 чёрная ладья · b8 чёрный конь · c8 чёрный слон · f8 чёрная ладья · g8 чёрный король · a7 чёрная пешка · b7 чёрная пешка · c7 чёрная пешка · e7 чёрный ферзь · f7 чёрная пешка · g7 чёрная пешка · e6 чёрная пешка · h6 чёрная пешка · d5 чёрная пешка · c4 белая пешка · d4 белая пешка · e4 чёрный конь · c3 белый конь · e3 белая пешка · f3 белый конь · a2 белая пешка · b2 белая пешка · f2 белая пешка · g2 белая пешка · h2 белая пешка · a1 белая ладья · d1 белый ферзь · e1 белый король · f1 белый слон · h1 белая ладья | a8 чёрная ладья · b8 чёрный конь · c8 чёрный слон · f8 чёрная ладья · g8 чёрный король · a7 чёрная пешка · b7 чёрная пешка · c7 чёрная пешка · e7 чёрный ферзь · f7 чёрная пешка · g7 чёрная пешка · e6 чёрная пешка · h6 чёрная пешка · d5 чёрная пешка · c4 белая пешка · d4 белая пешка · e4 чёрный конь · c3 белый конь · e3 белая пешка · f3 белый конь · a2 белая пешка · b2 белая пешка · f2 белая пешка · g2 белая пешка · h2 белая пешка · a1 белая ладья · d1 белый ферзь · e1 белый король · f1 белый слон · h1 белая ладья | a8 чёрная ладья · b8 чёрный конь · c8 чёрный слон · f8 чёрная ладья · g8 чёрный король · a7 чёрная пешка · b7 чёрная пешка · c7 чёрная пешка · e7 чёрный ферзь · f7 чёрная пешка · g7 чёрная пешка · e6 чёрная пешка · h6 чёрная пешка · d5 чёрная пешка · c4 белая пешка · d4 белая пешка · e4 чёрный конь · c3 белый конь · e3 белая пешка · f3 белый конь · a2 белая пешка · b2 белая пешка · f2 белая пешка · g2 белая пешка · h2 белая пешка · a1 белая ладья · d1 белый ферзь · e1 белый король · f1 белый слон · h1 белая ладья | a8 чёрная ладья · b8 чёрный конь · c8 чёрный слон · f8 чёрная ладья · g8 чёрный король · a7 чёрная пешка · b7 чёрная пешка · c7 чёрная пешка · e7 чёрный ферзь · f7 чёрная пешка · g7 чёрная пешка · e6 чёрная пешка · h6 чёрная пешка · d5 чёрная пешка · c4 белая пешка · d4 белая пешка · e4 чёрный конь · c3 белый конь · e3 белая пешка · f3 белый конь · a2 белая пешка · b2 белая пешка · f2 белая пешка · g2 белая пешка · h2 белая пешка · a1 белая ладья · d1 белый ферзь · e1 белый король · f1 белый слон · h1 белая ладья | a8 чёрная ладья · b8 чёрный конь · c8 чёрный слон · f8 чёрная ладья · g8 чёрный король · a7 чёрная пешка · b7 чёрная пешка · c7 чёрная пешка · e7 чёрный ферзь · f7 чёрная пешка · g7 чёрная пешка · e6 чёрная пешка · h6 чёрная пешка · d5 чёрная пешка · c4 белая пешка · d4 белая пешка · e4 чёрный конь · c3 белый конь · e3 белая пешка · f3 белый конь · a2 белая пешка · b2 белая пешка · f2 белая пешка · g2 белая пешка · h2 белая пешка · a1 белая ладья · d1 белый ферзь · e1 белый король · f1 белый слон · h1 белая ладья | 1 |
|   | a | b | c | d | e | f | g | h |   |

Основная позиция защиты возникает после 8. Сh4:e7 Фd8:e7 (см. диаграмму № 2). Если же чёрные продолжают 8. …Кe4:c3, они попадают в ловушку (см. раздел «Ловушки в дебюте»). Далее возможно:
- 9. c4:d5 Кe4:c3 10. b2:c3 e6:d5 11. Фd1-b3
  - 11. …Фe7-d6 — вариант Бернштейна[9]. Возможное продолжение: 12. c3-c4 d5:c4 13. Сf1:c4 Кb8-c6 14. Сc4-e2[6].
  - 11. …Лf8-d8 12. c3-c4 d5:c4 13. Сf1:c4 Кb8-c6 14. Сc4-e2 Лd8-d6 15. 0—0 Сc8-e6 16. Фb3-b2 Сe6-d5 17. Лf1-d1[6].
- 9. Лa1-c1 — ход с целью создания давления по линии «с»[10]. Далее возможно 9. …c7-c6 10. Сf1-d3 Кe4:c3 11. Лa1:c3 d5:c4 12. Сd3:c4 Кb8-d7 13. 0—0 b7-b6 14. Сc4-d3 c6-c5 15. Cd3-b5! — у белых предпочтительная позиция[6].
- 9. Кc3:e4 — ход с разменом коней. Теория считает данный размен преждевременным, так как он не приносит белым преимущества[11].
- 9. Фd1-c2 — вариант Тейхмана[12]. Теория признаёт данный ход сильным возражением на защиту Ласкера, однако при точной игре чёрные уравнивают шансы[13]. Возможное продолжение: 9. …Кe4-f6 10. Сf1-d3 d5:c4 11. Сd3:c4 c7-c5 12. 0—0 Кb8-c6 13. Лf1-d1 Сc8-d7 — русский вариант[14].
- 9. Сf1-d3 Кe4:c3 10. b2:c3 d5:c4 11. Сd3:c4 Кb8-c7 12. 0—0 b7-b6 или 12. …c7-c5 — после размена лёгких фигур чёрные упрощают игру и завершают развитие сил на ферзевом фланге[15].

### Редкие варианты
По статистике, данные продолжения встречаются нечастно:
- 8. Сh4-g3
- 8. Кc3:e4.

## Ловушки в дебюте
Защита Ласкера содержит ловушки, которые с успехом могут использовать как белые, так и чёрные.
- 8. Сh4:e7 Кe4:c3? (правильно 8. …Фd8:e7) 9. Сe7:d8 Кc3:d1 10. Сd8-e7 Лf8-d8 11. Сe7-a3 — белые выигрывают коня.
- 8. Сh4:e7 Фd8:e7 9. Кc3:e4 d5:e4 10. Кf3-d2 e6-e5 11. Кd2:e4? (правильно 11. d4-d5) 11. …e5:d4 12. Фd1:d4 Лf8-d8 — чёрные выигрывают коня.

## Примерные партии
- Топалов — Ананд, София, 2010[18]

1. d4 d5 2. c4 e6 3. Кf3 Кf6 4. Кc3 Сe7 5. Сg5 h6 6. Сh4 0—0 7. e3 Кe4 8. С:e7 Ф:e7 9. Лc1 c6 10. Сe2 К:c3 11. Л:c3 dc 12. B:c4 Кd7 13. 0—0 b6 14. Сd3 c5 15. Сe4 Лb8 16. Фc2 Кf6 17. dc К:e4 18. Ф:e4 bc 19. Фc2 Сb7 20. Кd2 Лfd8 21. f3 Сa6 22. Лf2 Лd7 23. g3 Лbd8 24. Крg2 Сd3 25. Фc1 Сa6 26. Лa3 Сb7 27. Кb3 Лc7 28. Кa5 Сa8 29. Кc4 e5 30. e4 f5 31. ef e4 32. fe Ф:e4+ 33. Крh3 Лd4 34. Кe3 Фe8 35. g4 h5 36. Крh4 g5+ 37. fg Ф:g6 38. Фf1 Л:g4+ 39. Крh3 Лe7 40. Лf8+ Крg7 41. Кf5+ Крh7 42. Лg3 Л:g3+ 43. hg Фg4+ 44. Крh2 Лe2+ 45. Крg1 Лg2+ 46. Ф:g2 С:g2 47. Кр: g2 Фe2+ 48. Крh3 c4 49. a4 a5 50. Лf6 Крg8 51. Кh6+ Крg7 52. Лb6 Фe4 53. Крh2 Крh7 54. Лd6 Фe5 55. Кf7 Ф:b2+ 56. Крh3 Фg7 0-1.
- Накамура — Каруана, Сент-Луис, 2016[19]

1. d4 d5 2. c4 e6 3. Кf3 Кf6 4. Кc3 Сe7 5. Сg5 h6 6. Сh4 0—0 7. e3 Кe4 8. С:e7 Ф:e7 9. cd К:c3 10. bc ed 11. Сd3 c5 12. 0—0 Кc6 13. Лe1 Лd8 14. e4 de 15. С:e4 Фf6 16. d5 Кe7 17. c4 Сg4 18. Фb3 С:f3 19. С:f3 Кf5 20. Ф:b7 Кd6 21. Фc6 Лdc8 22. Фa6 g6 23. Лab1 Лd8 24. Фc6 Лdc8 25. Фa6 Лd8 26. Лe3 Фd4 27. Сe2 Кf5 28. Лeb3 Кd6 29. Лd1 Фf6 30. Фa5 Лe8 31. Сf1 Лec8 32. g3 Фf5 33. Фd2 h5 34. Лa3 Лe8 35. Лa6 Кe4 36. Фf4 Ф:f4 37. gf Лab8 38. Л:a7 Кd6 39. Лa6 Кf5 40. Лc6 Лe4 41. d6 Лd8 42. d7 Крf8 43. Л:c5 Л:f4 44. Сh3 Кd4 45. Лc8 Крe7 46. c5 g5 47. Лe1+ Кe6 48. С:e6 fe 49. c6 1-0.